# Stazione di Oidaeap
La stazione di Oidaeap (외대앞역 - 外大앞驛, Oidaeap-yeok) è una stazione della metropolitana di Seul servita dalla linea 1 (ufficialmente, linea principale Gyeongwon) della metropolitana di Seul. Si trova nel quartiere di Dongdaemun-gu, a Seul, in Corea del Sud. Il nome in inglese della fermata è Hankuk Univ. of Foreign Studies.

## Storia
La stazione venne inaugurata il 15 agosto 1974 con l'apertura della metropolitana di Seul con il nome di stazione di Hwigyeong (휘경역 - 徽慶驛; Hwigyeong-yeok), mentre il nome attuale è utilizzato dal 1º gennaio 1996. Il 7 ottobre 2008 è stato inaugurato un sottopassaggio stradale per migliorare la sicurezza dell'area, in quanto era presente prima un passaggio a livello a sud della stazione.

## Linee
Korail
● Linea principale Gyeongwon (utilizzata dalla linea 1) 122

## Struttura
La fermata della è costituita da due marciapiedi laterali con i binari al centro, protetti da porte di banchina.
| 1 | ● Linea 1 | per Università Gwangwoon, Uijeongbu, Dongducheon e Soyosan |
| 2 | ● Linea 1 | per Cheongnyangni, Seul, Yongsan, Guro, Incheon e Cheonan  |

## Stazioni adiacenti
| «       | Servizio      | »       |
| Linea 1 | Linea 1       | Linea 1 |
| ------- | ------------- | ------- |
| Sinimun | Tutti i treni | Hoegi   |